# Dirk Krüssenberg
Dirk Krüssenberg (* 29. September 1945) ist ein ehemaliger deutscher Fußballtorhüter.

## Karriere

### Vereine
Dirk Krüssenberg debütierte in der Saison 1964/65 für Fortuna Düsseldorf in der seinerzeit zweitklassigen Regionalliga West. In der Folgesaison löste er den bisherigen Stammtorhüter Albert Görtz ab. Krüssenberg wurde mit der Fortuna in dieser Spielzeit Westmeister und stieg durch den Gruppensieg in der Gruppe 1 der Aufstiegsrunde in die Bundesliga auf. In dieser debütierte er am 27. August 1966 (2. Spieltag) beim torlosen Unentschieden im Heimspiel gegen den FC Bayern München. In seinen beiden darauffolgenden Spielen am 10. (4. Spieltag) und 17. September (5. Spieltag) blieb er in den Begegnungen mit Hannover 96 und dem Karlsruher SC ebenfalls unbezwungen. Damit war er der erste Torhüter, dem es gelang, in seinen ersten drei Bundesligaspielen kein Gegentor hinzunehmen. Erst in seinem vierten Bundesligaspiel am 24. September 1966 (6. Spieltag), bei der 1:3-Niederlage im Auswärtsspiel gegen Borussia Mönchengladbach, bezwang ihn Bernd Rupp mit dem Treffer zum zwischenzeitlichen Ausgleich in der 41. Minute.

### Nationalmannschaft
Am 14. April 1961 hütete er in Hagen an der Seite der Mitspieler wie Udo Glaser, Wolfgang Glock und Günther Nasdalla das Tor der Schülernationalmannschaft des DFB die gegen die Schülernationalmannschaft Englands mit 1:3 verlor.
Sein Debüt für die DFB-Jugendauswahl gab er am 8. März 1964 in Lörrach beim 2:1-Sieg über die Auswahl der Schweiz – zweifacher Torschütze in dieser Begegnung war Franz Beckenbauer. Im selben Jahr nahm er mit der DFB-Jugendauswahl am UEFA-Juniorenturnier in den Niederlanden teil. Am 26. März gewann er mit seiner Mannschaft in Enschede gegen die Auswahl Schwedens mit 2:1. Das zweite Gruppenspiel ging am 30. März in Apeldoorn gegen die Auswahl der Niederlande mit 1:3 verloren.

## Sonstiges
Krüssenberg ist 1972 Corpsschleifenträger des Corps Hansea Köln.